# Кобеля (Опольське воєводство)
Кобеля (пол. Kobiela) — село в Польщі, у гміні Ґродкув Бжезького повіту Опольського воєводства.
Населення — 355 осіб (2011).

## Демографія
Демографічна структура станом на 31 березня 2011 року:
|          | Загалом | Допрацездатний вік | Працездатний вік | Постпрацездатний вік |
| -------- | ------- | ------------------ | ---------------- | -------------------- |
| Чоловіки | 172     | 40                 | 118              | 14                   |
| Жінки    | 183     | 27                 | 115              | 41                   |
| Разом    | 355     | 67                 | 233              | 55                   |